# Магнетохимия
Магнетохимия — раздел физической химии, который изучает зависимость между магнитными свойствами и химическим строением веществ, а также влияние магнитного поля на химические свойства веществ (растворимость и другие) и на их реакционную способность.
Спиновая химия — раздел магнетохимии, который вводит в химию магнитные взаимодействия. Несмотря на пренебрежимо малую энергию, магнитные взаимодействия могут влиять на реакционную способность веществ и таким образом менять характер протекания и состав конечных продуктов реакции.

## Молекулярные магнетики
Изучение молекулярных магнетиков и методов их синтеза — одно из научных направлений современной химии, связанное с получением систем высокой размерности. 
Молекулярные магнетики обладают разнообразным сочетанием физических характеристик, которое не свойственно классическим магнитным материалам. Кристаллы молекулярных магнетиков по сравнению с классическими магнитными материалами необычайно лёгкие, поскольку их плотность в 5 — 7 раз меньше. При этом они могут быть оптически прозрачными в видимой и инфракрасной областях спектра. И ещё одна из особенностей — они, как правило, — диэлектрики, то есть не требуют какие-то специальные изоляционные покрытия при контакте с электропроводящими устройствами.
Сегодня достижения современной химии таковы, что химики могут ставить перед собой сверхзадачу — синтезировать в мягких условиях готовое изделие, например, монокристалл, сразу как цельный макрообъект из исходных молекулярных компонентов. При этом становятся равноправно значимыми как внутримолекулярные, так и межмолекулярные взаимодействия и связи. Причём они должны быть не какими-то случайными, а выполняющими определённую функцию. В результате из отдельных молекул должен получиться макрообъект с неким кооперативным свойством, которое присуще природе кристалла, то есть природе макроансамбля, а не отдельно взятой молекуле.
Поскольку в итоге мы получаем многоспиновую молекулу (каждая молекула содержит неспаренный электрон — спиновую метку), это можно отнести к спиновой химии. Особенно интересующие нас в данном случае макросвойства, такие как, например, магнетизм — свойства физического порядка. В этот момент соединяются в целое интересы химии и физики.

## Практическая ценность
Молекулярные магнетики могут найти применение в следующих областях: магнитная защита от низкочастотных полей; трансформаторы и генераторы, имеющие малый вес; научное приборостроение; криогенная техника; информационные технологии; медицина; энергетика.
Томография (от греч. tomos — слой) — метод неразрушающего послойного исследования внутренней структуры объекта посредством многократного его просвечивания электромагнитным излучением в различных пересекающихся направлениях, число которых достигает 106. Томография используются в медицине для трехмерного изучения человеческого тела пациентов в целях диагностики, к таким методам относятся магнитно-резонансная томография и компьютерная томография.